# یوآنا ژووکوفسکا
یوآنا ژووکوفسکا (لهستانی: Joanna Żółkowska؛ زادهٔ ۶ مارس ۱۹۵۰) یک هنرپیشه اهل لهستان است. وی به عنوان بازیگر در ۳۶ فیلم و سریال حضور یافته است که آخرین آنها در سال ۲۰۰۴ بوده است.
از فیلم‌ها یا برنامه‌های تلویزیونی که وی در آن نقش داشته‌است، می‌توان به روشنگری، قانون حقیقی، طایفه و یانا اشاره کرد.